# Archytas vexor
Archytas vexor là một loài ruồi trong họ Tachinidae.